# Serjania didymadenia
Serjania didymadenia är en kinesträdsväxtart som beskrevs av Ludwig Radlkofer. Serjania didymadenia ingår i släktet Serjania och familjen kinesträdsväxter. Inga underarter finns listade i Catalogue of Life.